# 東文溫極殿
東文溫極殿，台灣澎湖縣廟宇，位於馬公市東文里的道教廟宇，主祀溫府王爺，分香自東港東隆宮 。

## 沿革
澎湖縣馬公市東文里與西文里在清領時期併稱為「文澳社」，昔又有「穩澳」、「文澳」或「暗澳」等稱呼。日治時期行政區變動，改稱「文澳鄉」，昭和19年（1944年）文澳鄉被劃分為二：西側的大暗澳（大文澳、文澳）為一保、東側的暗澳底（小文澳、文澳）為一保。今東文里歸屬在「暗澳底」範圍，臺灣戰後時期正式改稱「東文里」，延續迄今。
根據廟中碑文記載，東文溫極殿創建於清光緒丙午年（即光緒32年，1906年），乃因旅台先輩攜帶主神神主牌的香火返鄉而起建此廟，主祀溫府王爺，副祀康府王爺，配祀東港王爺，其時台灣島和澎湖群島均已割讓予日本帝國，故官方登錄的創建時間實作明治39年。
溫極殿立廟之後，遂在東文里境周圍另設有五座營頭，嗣後受鸞堂活動影響，民國65年（1976）開辦「愛善社養性堂」，奉鸞堂信仰的主神文衡帝君於殿內，民國67年（1978）亦有著造善書《溫極寶鑑》的紀錄。
此外，溫極殿在民國52年（1963）、71年（1982）與88年（1999）等年份，皆有翻修紀錄。

## 圖輯
廟宇立面外雖有擋雨棚遮蔽，實則廟內木工雕樑、門神彩繪、楹柱落款等皆精緻生動，保存良好，斑斕可觀。

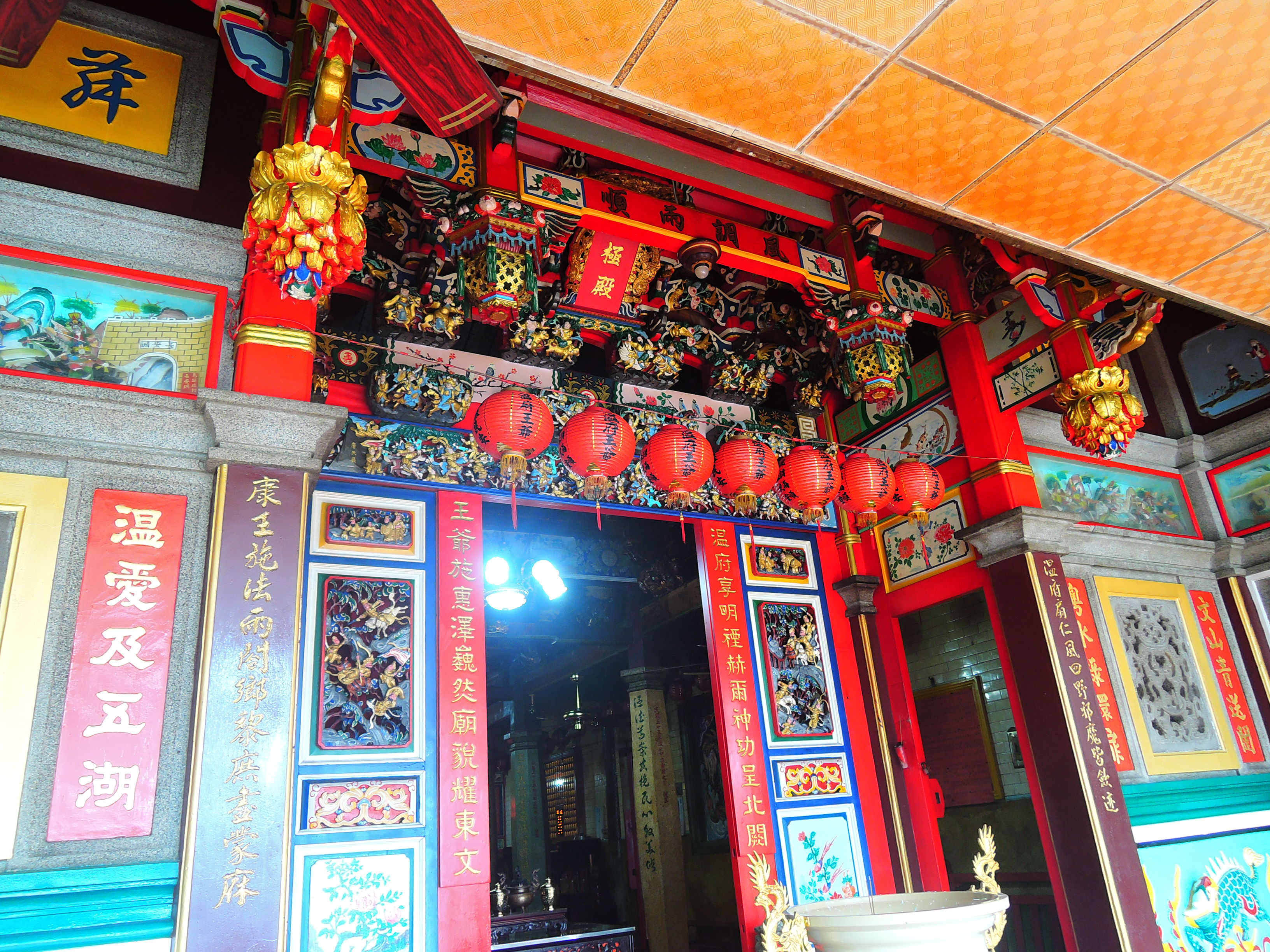
山門、垂花、門堵
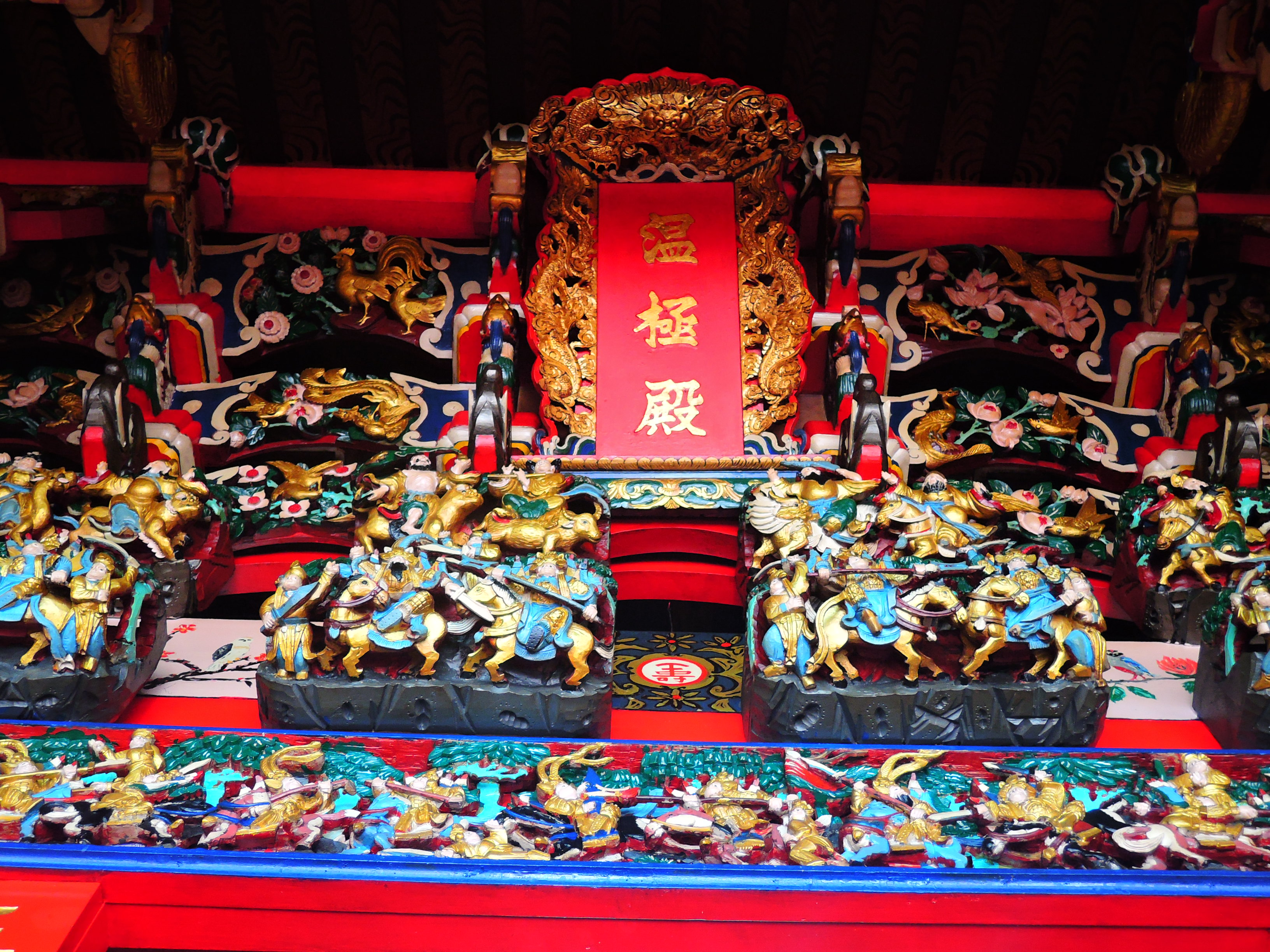
聖旨牌
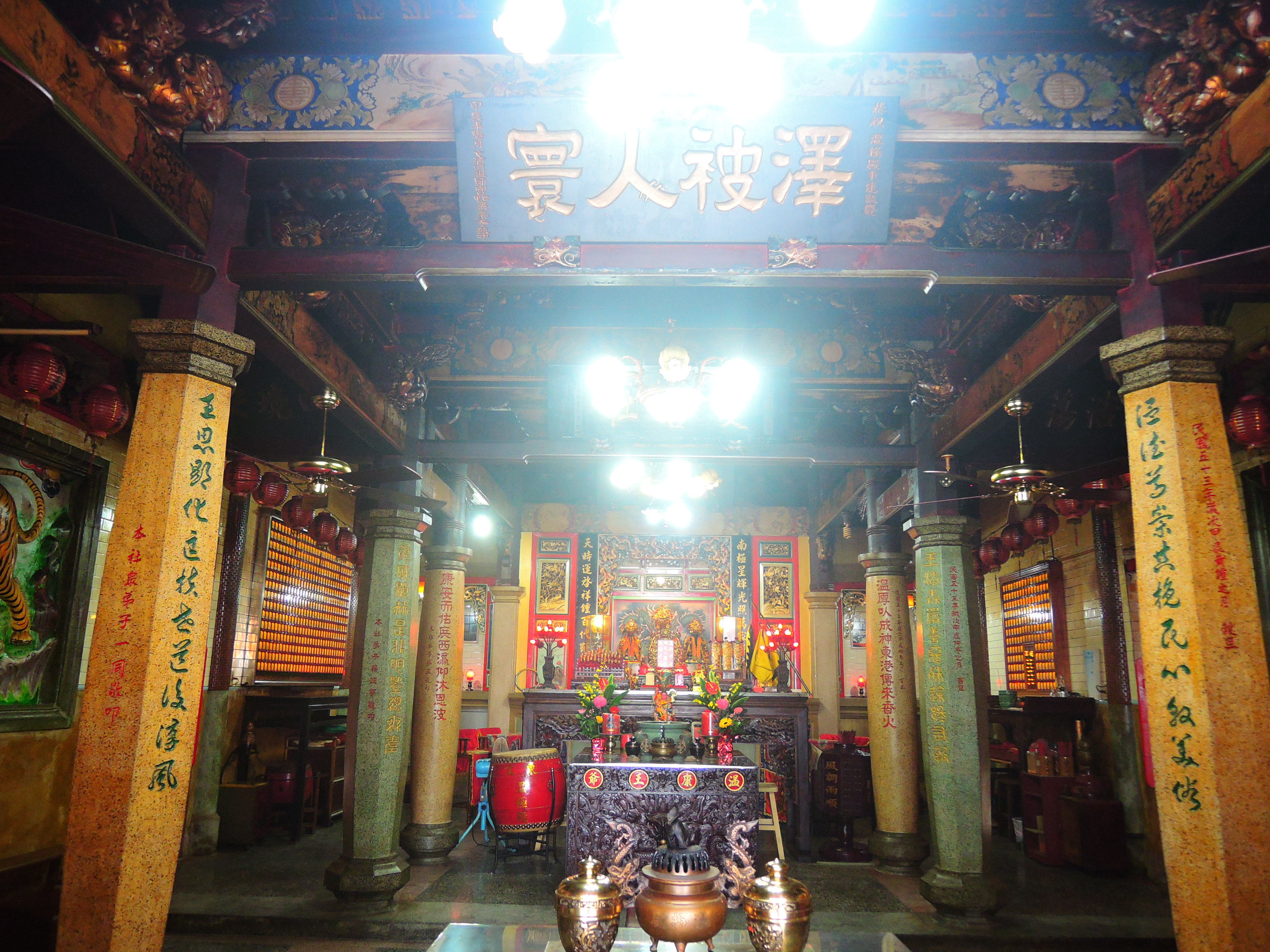
神明廳正殿
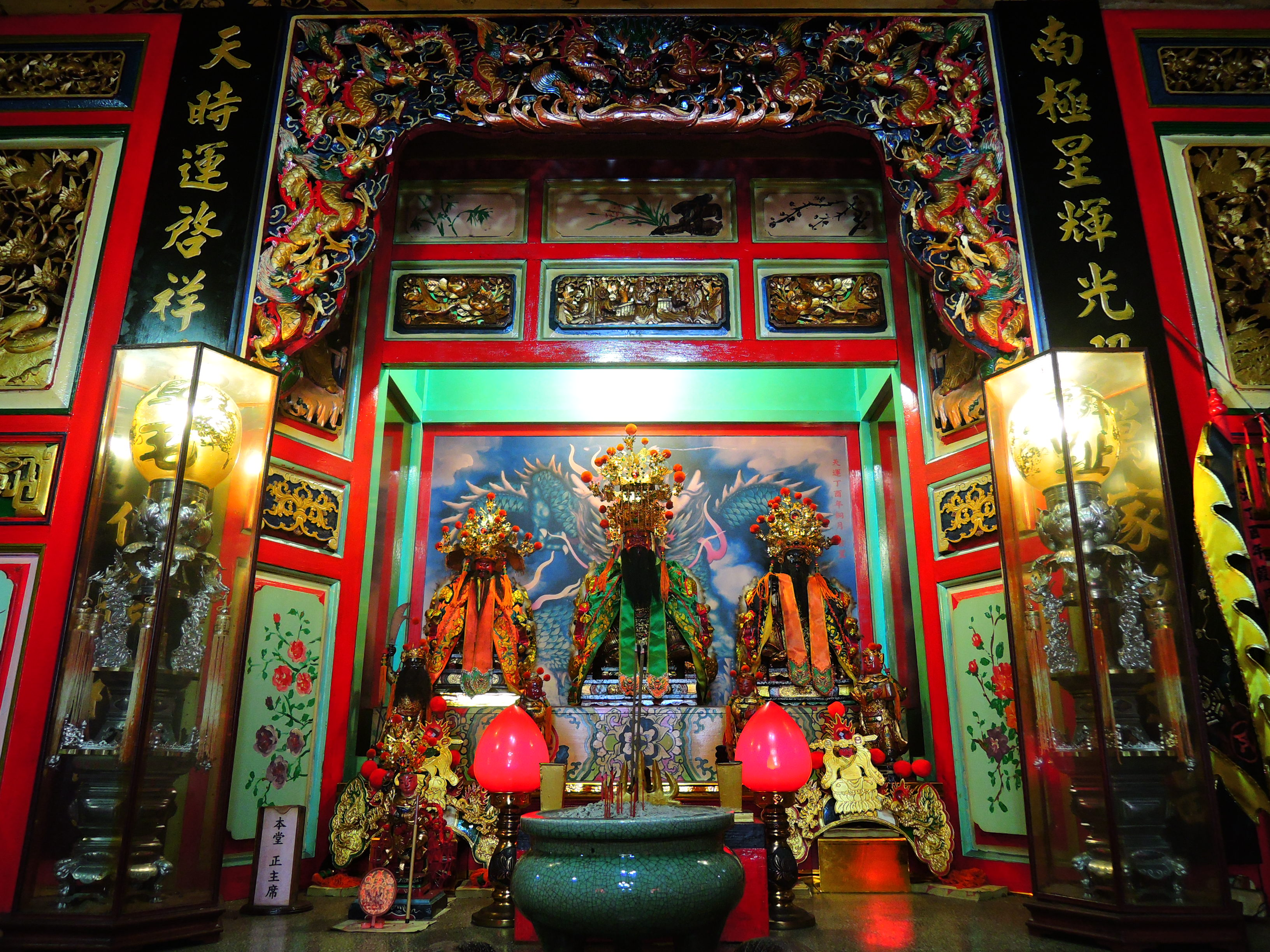
神龕（文衡聖帝、溫王爺、康王爺）
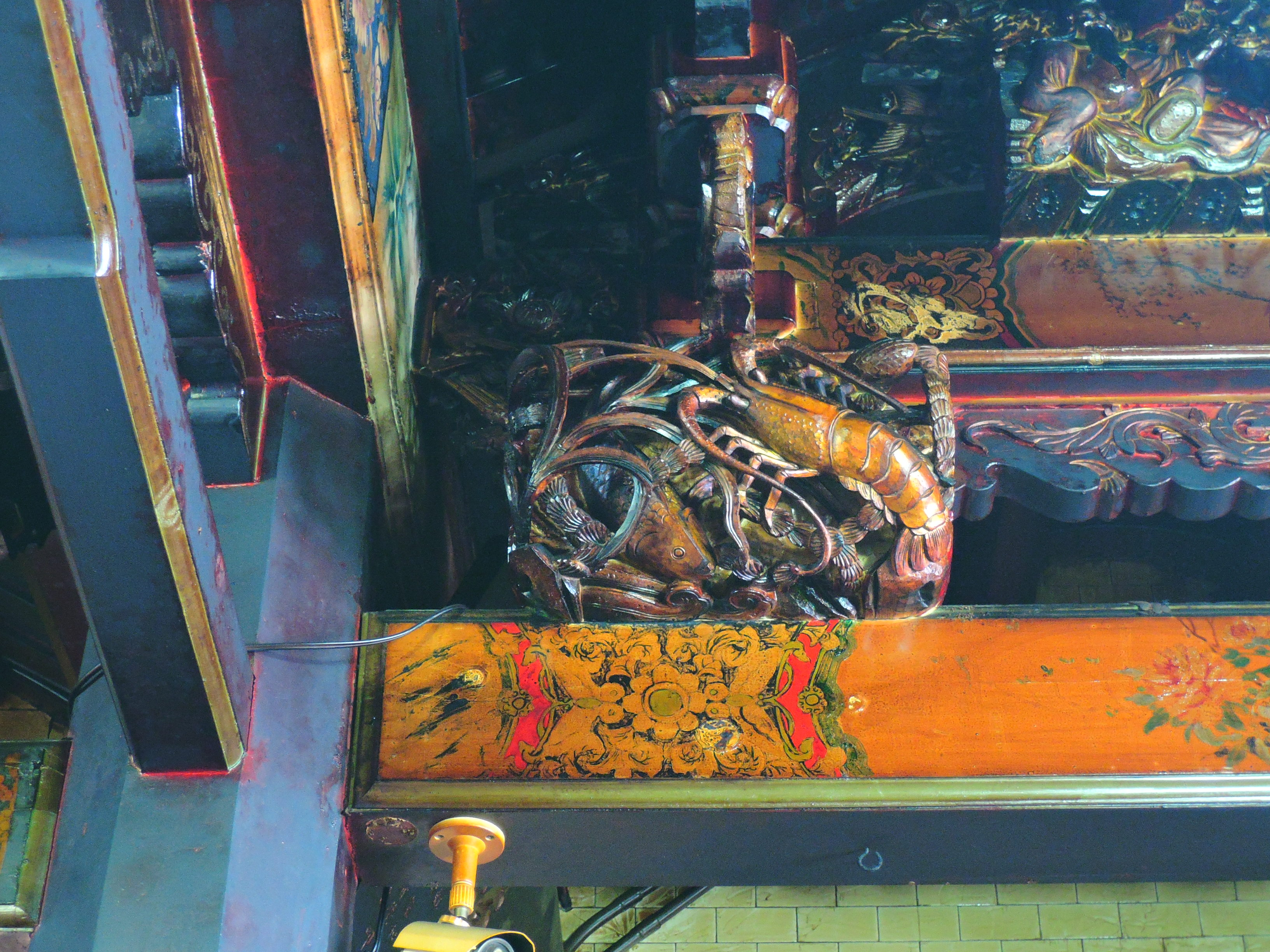
細木作雕樑
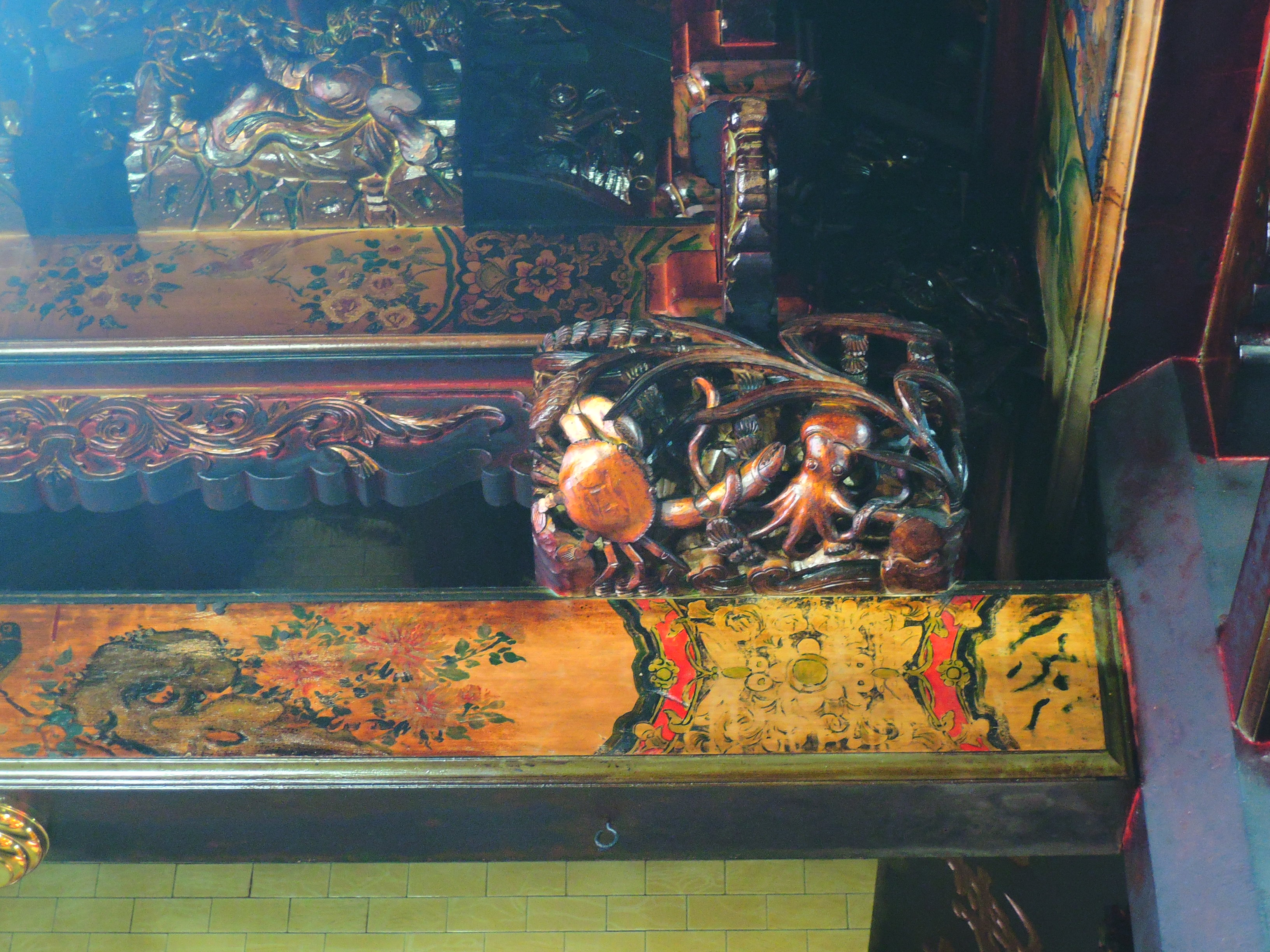
細木作雕樑
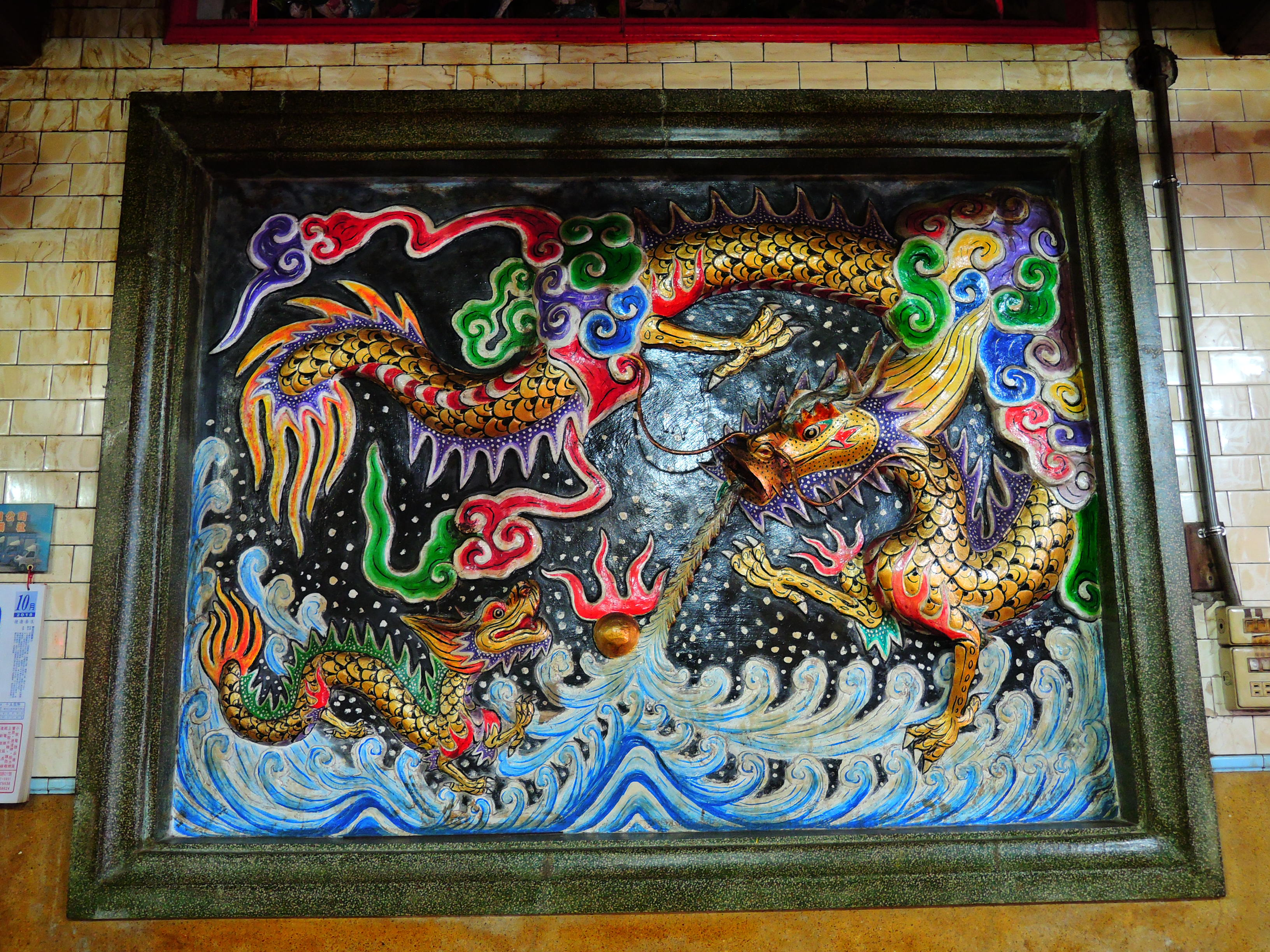
龍邊牆堵
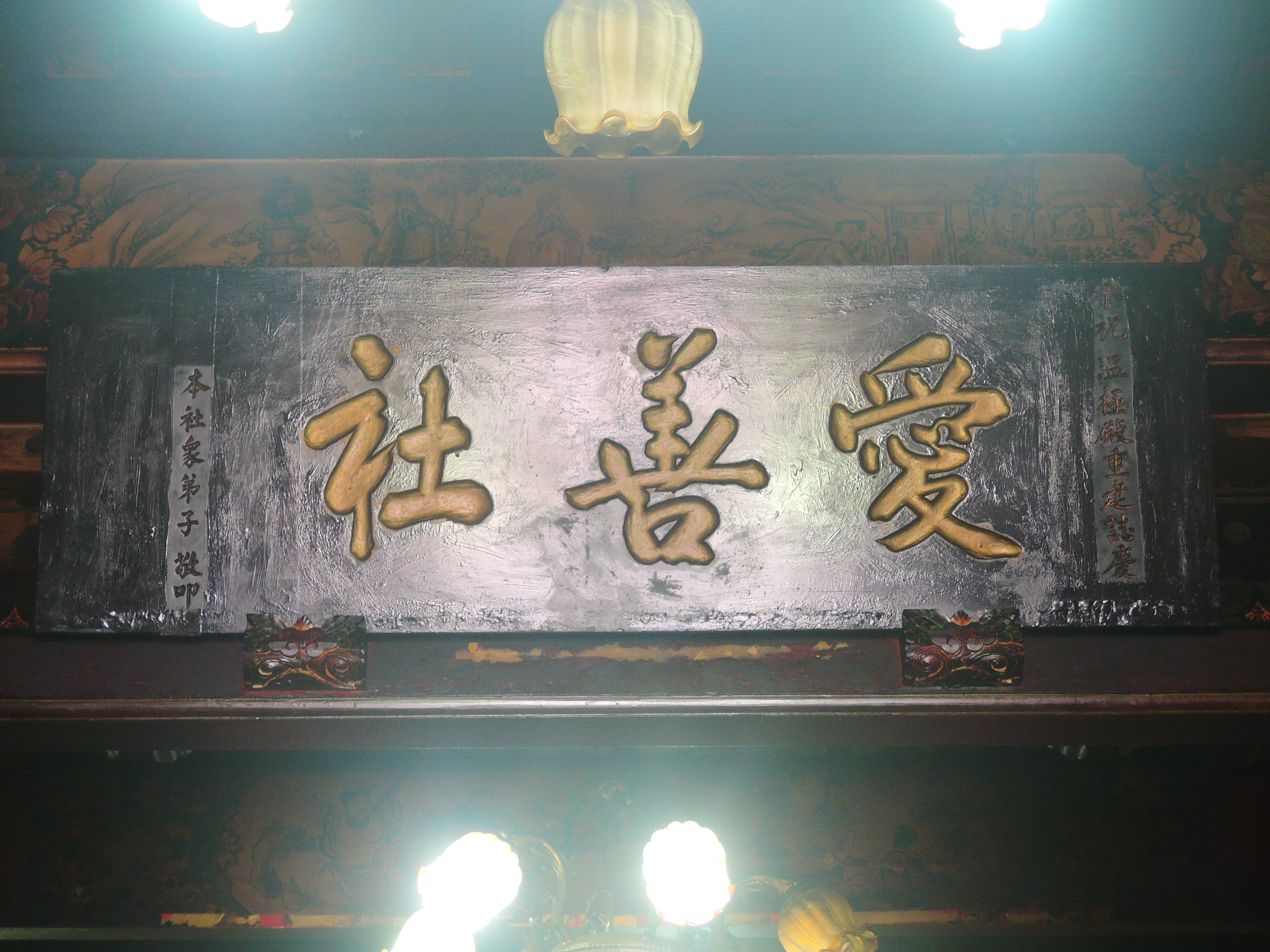
鸞堂「愛善社」
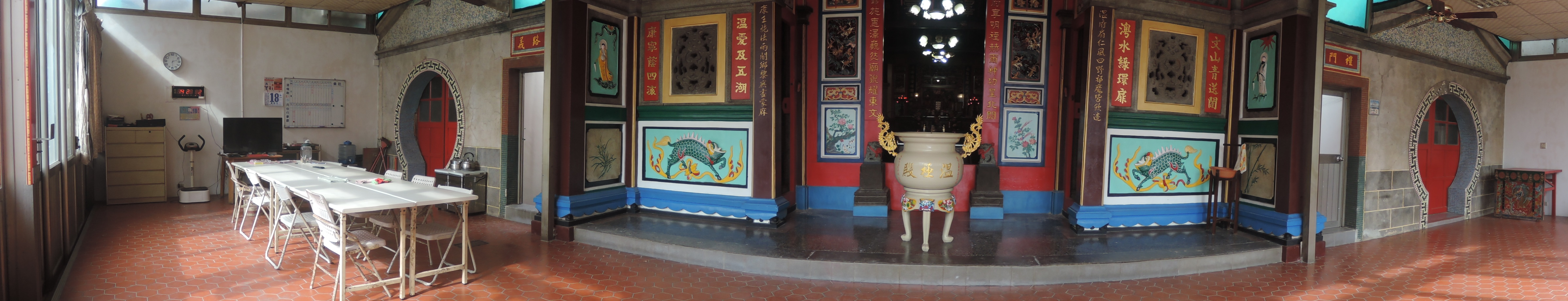
遮雨板內的廟埕